# Elmar Holenstein

Elmar Holenstein

Elmar Holenstein (1937 cerca de St. Gallen) es un filósofo cultural y lingüista suizo influenciado por Roman Jakobson, especializado en diálogo intercultural.
Holenstein estudió filosofía, psicología y lingüística en las Universidades de Lovaina, Heidelberg y Zúrich. Fue profesor de filosofía en la Universidad de Bochum, en la Escuela Politécnica de Zúrich y Tokio. Vive, desde que se jubiló, en Yokohama, Japón.
Entre sus publicaciones más conocidas están un Atlas de filosofía (en alemán).

## Páginas externas
- "Viendo imágenes en Occidente y Oriente"